# Portugal op het Eurovisiesongfestival 2011
Portugal nam deel aan het Eurovisiesongfestival 2011 in Düsseldorf, Duitsland. Het was de 45ste deelname van het land op het Eurovisiesongfestival. De selectie verliep via het jaarlijkse Festival da Canção, waarvan de finale plaatsvond op 5 maart 2011. De RTP was verantwoordelijk voor de Portugese bijdrage voor de editie van 2011.

## Selectieprocedure
Op 19 november 2010 maakte Rádio e Televisão de Portugal zijn plannen omtrent Festival da Canção 2011, de Portugese preselectie voor het Eurovisiesongfestival, bekend. Het concept van de vorige editie bleef ongewijzigd. Geïnteresseerden kregen tot 16 januari 2011 de tijd om nummers in te zenden. Vervolgens werd een vakjury de opdracht gegeven 24 nummers te selecteren voor de nationale preselectie. Daarna kreeg het publiek van 20 tot 27 januari de kans om de inzendingen te beluisteren op de website. Hier konden zij ook stemmen op hun favoriete nummer. De twaalf favoriete nummers mochten deelnemen aan Festival da Canção 2011. Voor de start van de internetselectie werden al drie nummers gediskwalificeerd omdat ze niet voldeden aan de Eurovisiereglementen. De nummers werden niet vervangen, waardoor 21 in plaats van 24 acts deelnamen.
Tijdens de nationale finale, op 5 maart 2011, bepaalde een vakjury 50% van de punten. De overige punten werden verdeeld door het publiek via televoting. Alle nummers moesten in het Portugees worden vertolkt. De artiesten en tekstschrijvers moesten over de Portugese nationaliteit beschikken. Alleen de componist mocht een buitenlander zijn. Plaats van gebeuren was het Teatro Camoes in hoofdstad Lissabon. Winnaar werd Homens da Luta met het nummer A luta é alegria.

## Festival da Canção 2011

### Internetselectie
20-27 januari 2011
| Plaats | Artiest        | Lied                         | Stemmen |
| ------ | -------------- | ---------------------------- | ------- |
| 1      | Homens da Luta | A luta é alegria             | 17.374  |
| 2      | Wanda Stuart   | Chegar à tua voz             | 14.394  |
| 3      | Inês Bernardo  | Deixa o meu lugar            | 14.105  |
| 4      | Ricardo Sousa  | O mar, o vento e as estrelas | 14.062  |
| 5      | Filipa Ruas    | Tensão                       | 14.058  |
| 6      | 7Saias         | Embalo do coração            | 14.056  |
| 7      | Carla Moreno   | Sobrevivo                    | 13.868  |
| 8      | Henrique Feist | Quase a voar                 | 13.844  |
| 9      | Nuno Norte     | São os barcos de Lisboa      | 13.817  |
| 10     | Rui Andrade    | Em nome do amor              | 13.656  |
| 11     | Tânia Tavares  | Se esse dia chegar           | 13.592  |
| 12     | Axel           | Boom boom yeah               | 13.448  |
| 13     | Alma Real      | Não quero falar              | 12.431  |
| 14     | Carla Pires    | Voar alto                    | 11.961  |
| 15     | Nádia Correia  | Sonhos do verbo amar         | 11.651  |
| 16     | Pop Pin’s      | Esta noite vamos curtir      | 7325    |
| 17     | Carla Ribeiro  | Só acontece uma vez          | 4862    |
| 18     | Sandra Dória   | Aprende a voar               | 2470    |
| 19     | Daniela Galbin | Amor a sério                 | 829     |
| 20     | Emanuel Santos | Não estamos sós              | 694     |
| 21     | Woodu          | O tempo resolve tudo         | 261     |

### Finale
5 maart 2011
| Plaats | Artiest        | Lied                         | Jury | Publiek | Totaal |
| ------ | -------------- | ---------------------------- | ---- | ------- | ------ |
| 1      | Homens da Luta | A luta é alegria             | 6    | 12      | 18     |
| 2      | Nuno Norte     | São os barcos de Lisboa      | 12   | 5       | 17     |
| 3      | Rui Andrade    | Em nome do amor              | 5    | 10      | 15     |
| 4      | Filipa Ruas    | Tensão                       | 2    | 8       | 10     |
| 5      | Ricardo Sousa  | O mar, o vento e as estrelas | 3    | 7       | 10     |
| 6      | Henrique Feist | Quase a voar                 | 4    | 6       | 10     |
| 7      | Wanda Stuart   | Chegar à tua voz             | 7    | 3       | 10     |
| 8      | 7Saias         | Embalo do coração            | 8    | 2       | 10     |
| 9      | Inês Bernardo  | Deixa o meu lugar            | 10   | 0       | 10     |
| 10     | Tânia Tavares  | Se esse dia chegar           | 7    | 0       | 7      |
| 11     | Carla Moreno   | Sobrevivo                    | 1    | 4       | 5      |
| 12     | Axel           | Boom boom yeah               | 0    | 1       | 1      |

## In Düsseldorf
In Düsseldorf trad Portugal aan in de eerste halve finale, op 10 mei. Portugal was als zestiende van negentien landen aan de beurt, na Hongarije en voor Litouwen. Bij het openen van de enveloppen bleek dat Homens da Luta zich niet had weten te plaatsen voor de finale. Na afloop van het festival werd duidelijk dat Portugal op een teleurstellende achttiende en voorlaatste plaats was geëindigd, met 22 punten. Alleen Polen deed het slechter, met 18 punten.